# Fábulas de Esopo

Aesopus moralisatus, 1485.

As Fábulas de Esopo são uma coleção de fábulas creditadas a Esopo (620-560 a.C.), um escravo e contador de histórias que viveu na Grécia Antiga. As fábulas de Esopo tornaram-se um termo genérico para coleções de fábulas brandas, usualmente envolvendo animais personificados.
As fábulas remontam uma chance popular para a educação moral de crianças hoje. Há muitas histórias incluídas nas fábulas de Esopo, tais como A raposa e as uvas (de que a expressão idiomática "uvas verdes" foi derivada), A Cigarra e a Formiga, A Lebre e a Tartaruga, O Vento Norte e o Sol, O Pastor Mentiroso e o Lobo e O Lobo e o Cordeiro  são conhecidas pelo mundo inteiro.
Assim, podemos dizer que em toda parte, a fábula é um conto de moralidade popular, uma lição de inteligência, de justiça, de sagacidade, trazida até nós pelos nossos Esopos.
Apolônio de Tiana, filósofo do século I d.C. recordou como tendo dito sobre Esopo:
| “ | Como aqueles que jantam bem nos pratos mais planos, ele fez uso de humildes incidentes para ensinar grandes verdades, e após servir uma história ele adiciona a ela o aviso para fazer uma coisa ou não fazê-la. Então, também, ele foi realmente mais atacado para verdade do que os poetas são. | ” |